# Erhard von Wedel-Gödens
Georg Erhard Graf von Wedel-Gödens (* 2. Januar 1861 auf Philippsburg (Leer); † 4. Dezember 1931 in Evenburg) war ein deutscher Verwaltungsbeamter, Rittergutsbesitzer und Politiker. Sein Bruder war der Botschafter Botho von Wedel.

## Leben
Erhard von Wedel war Sohn des Fideikommissherrn Karl Georg Graf Wedel-Gödens und der Frieda geb. Freiin von Wangenheim. Nach dem Besuch des Vitzthum-Gymnasiums Dresden studierte er an der Rheinischen Friedrich-Wilhelms-Universität, der Georg-August-Universität Göttingen und der University of Oxford Rechtswissenschaften. 1881 wurde er Mitglied des Corps Borussia Bonn. Er wurde zum Dr. jur. promoviert. Nach dem Gerichts- und Regierungsreferendarexamen unternahm er größere Reisen nach Indien, Japan und Amerika. Er wurde Majoratsherr auf Schloss Gödens. Von 1894 bis 1899 war er Landrat des Landkreises Leer und von 1899 bis 1904 des Landkreises Hannover.
Von Wedel war Kreisdeputierter, Mitglied des Kreisausschusses und des Kreistags zu Leer, des Kreistags zu Wittmund und des Provinzialausschusses und des Provinziallandtags von Hannover. Von 1898 bis 1918 war er Mitglied des Preußischen Herrenhauses. Wedel war Mitglied der hannoverschen Landessynode sowie Kirchenpatron der evangelisch-lutherischen Kirchen zu Loga, Logabirum und Neustadt-Gödens und der reformierten Kirchen zu Dykhausen und Neustadt-Gödens. Er war Rittmeister der Reserve im Kürassier-Regiment „von Driesen“ (Westfälisches) Nr. 4.

## Familie
Erhard heiratete in Ippenburg am 30. Mai 1888 Julia Freiin von dem Bussche-Ippenburg genannt von Kessel (1867–1951). Aus der Ehe gingen sechs Kinder hervor:
- Elfriede (* 1890)
- Haro Burchard (1891–1966) ⚭ 1921 Irene Freiin von Langermann und Erlencamp (1896–1979)
- Jürgen (1892–1914), gefallen
- Botho (1896–1917), gefallen
- Erhard (1898–1981) ⚭ 1928 Mathilde von Oertzen (1901–1993)
- Albrecht (* 1906)